# 拜沙達競技場
拜沙達競技場（Arena da Baixada）是一座位於巴西庫里奇巴，並由巴甲球隊帕拉尼恩斯所有的足球場。該球場的前身為舊拜沙達體育場，但由於過於陳舊而被現時的球場所取代。現時，拜沙達體育場設座位28,413個，為承辦2014年世界杯，座位會增加至43,981個。

## 歷史
舊拜沙達體育場於1914年完工，隨後，由於老化的關係，球場於1970年代關閉，後在1984年重開。1997年12月1日，現有的拜沙達競技場動工，並在1999年6月24日完工，設座位28,413個。此後，拜沙達競技場正式取代舊拜沙達體育場成為帕拉尼恩斯的主場。2012年，為承辦來年舉行的世界杯，該球場會增設座位至43,981個。介時，這球場會進行4場的分組賽。

## 資料來源
1. ↑  .   [2013-11-22]. （原始内容存档于2014-06-19）.

## 外部連結
- 官方網頁